# 矢代直美
矢代 直美（やしろ なおみ、1977年12月30日 - ）は、茨城県出身の元バスケットボール選手である。ポジションはセンター。

## 来歴
高萩市立高萩中学校、日立女子高校（現:明秀学園日立高校）から日本体育大学に進み、ユニバーシアード代表に選ばれる。
卒業後、日本航空にフライトアテンダント（客室乗務員）として入社し、バスケットボール部に所属する。1シーズン目より活躍し、新人王を獲得。02-03フリースロー王など個人タイトルも獲得。
全日本のメンバーにも選ばれ、2002年世界選手権やアテネオリンピックにも参加。アテネ五輪代表では唯一の4年制大学卒であった。（短大卒も含めるとJALのチームメイトだった薮内夏美（現三菱電機コアラーズAC）もいた。）
2007年もアジア選手権の代表に選ばれている。
2009年、選手兼任アシスタントコーチに就任。
2011年、チーム廃部に伴い引退。引退後は客室乗務員に専念。
2015年に結婚し、北海道札幌市で暮らし長女、長男を出産した。2021年4月、夫の転勤で室蘭市に転居した。

## 経歴
- 日立女子高校 - 日本体育大学 - 日本航空（2000年〜2011年）

## 日本代表歴
- 1999ユニバーシアード
- 2002世界選手権
- アテネオリンピック
- 2007アジア選手権